# Мкртчян, Анатолий Ашотович
Анато́лий Ашо́тович Мкртчян (6 октября 1931 — 26 октября 2011, Ереван, Армения) — советский, армянский партийный и государственный деятель, дипломат. Министр иностранных дел Армянской ССР (1986—1990).

## Образование
Окончил исторический факультет Ереванского государственного университета, стажировался в Колумбийском университете (США).
Трудовую деятельность начал преподавателем истории, затем был журналистом; работал в лекторской группе ЦК КПСС.
- В 1972—1976 годах — советник посольства СССР в США, одновременно — заведующий бюро Агентства печати «Новости» и главный редактор журнала Soviet Life.
- В 1976—1982 годах — заведующий отделом пропаганды ЦК КП Армении.
- В 1982—1986 годах — директор отдела внешних сношений Департамента общественной информации ООН.
- В 1986—1990 годах — министр иностранных дел Армянской ССР.
- С 7 декабря 1990 по 2 ноября 1992 года — чрезвычайный и полномочный посол СССР/Российской Федерации в Лесото.

Уйдя в отставку, преподавал в Университете им. Г. Ачаряна.